# Fort Wilhelm (Hüttenguth)

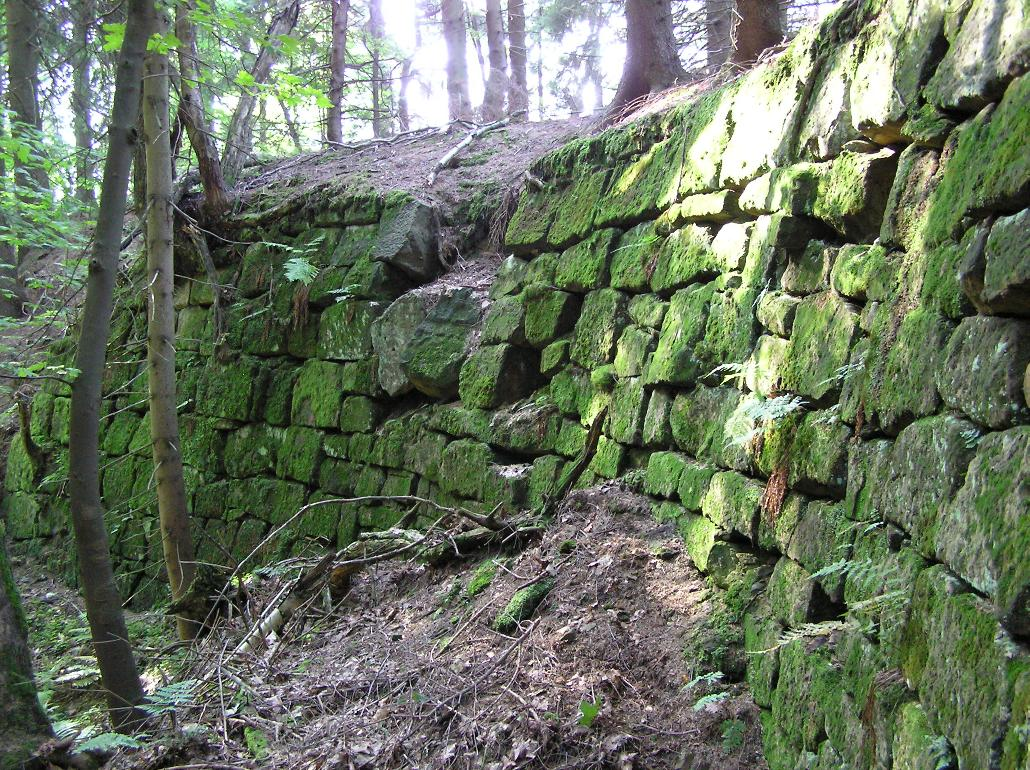
Ruinen des Fort Wilhelm

Das Fort Wilhelm ist ein ehemaliges preußisches Festungsbauwerk bei Hüttenguth im damaligen Landkreis Habelschwerdt in der Grafschaft Glatz (seit 1945 Huta, Powiat Kłodzki, Woiwodschaft Niederschlesien). Es liegt südlich von Huta und oberhalb von Wójtowice (deutsch Voigtsdorf) im Habelschwerdter Gebirge.

## Geschichte
Im Spannungsfeld vor den Koalitionskriegen ordnete der preußische König Friedrich Wilhelm II. im Jahre 1790 u. a. den Bau einer Festung zwischen Hüttenguth und Voigtsdorf an. Diese sollte bis zum Jahresende 1792 fertig gestellt werden. Nach den Aufzeichnungen des Försters Bobisch aus Brand wurde mit den Rodungsarbeiten am 14. Juli 1790 begonnen. Zwei Monate später wurde Generalleutnant Friedrich Wilhelm von Götzen angewiesen, Fort Wilhelm mit einem Unteroffizier und 12 Mann zu besetzen.
Benannt wurde das Fort nach König Friedrich Wilhelm II., der die Festung nach der Fertigstellung 1792 besichtigt hatte. In den Napoleonischen Kriegen lag das Fort zwar an strategisch bedeutender Stelle, doch blieb es zeitweise unbesetzt, da die Wachmannschaft zur Verteidigung der Festung Glatz abgezogen worden war. Nach dem Fall der Festung Neisse im Juni 1807 wurde das Fort Wilhelm für kurze Zeit besetzt. Bald darauf wurde am Nutzen und der Wirksamkeit der gegen die Kaiserlichen gerichteten Befestigungsanlagen gezweifelt. Deshalb wurde das Fort Wilhelm kurze Zeit später an den Voigtsdorfer Freirichter Josef Dinter verkauft. Die Quadersteine waren zum Bau der Voigtsdorfer Pfarrkirche St. Magdalena vorgesehen. Nachdem sich der Kirchenbau verzögerte und sich zudem der Bauplatz für die Kirche vom Ober- ins Niederdorf geändert hatte, nutzte Dinter einen kleinen Teil der Steine des Forts zunächst zum Bau seiner eigenen Wirtschaftsgebäude. Schließlich wurde 1823–1824 an der Stelle der früheren Holzkirche aus Mitteln des preußischen Königshauses ein Neubau im Stil des Klassizismus nach Entwurf des königlichen Architekten Karl Friedrich Schinkel errichtet. Das Gotteshaus diente zugleich für die Besatzung des Fort Wilhelm. Aus den nicht verbrauchten Steinmassen gingen in den 1870er Jahren Tausende Fuhren nach Habelschwerdt. Dort wurden sie zum Bau der Eisenbahnbrücke und des Lehrerseminars verwendet. Mauerreste des Forts haben sich bis in die heutige Zeit erhalten.